# Repatriación

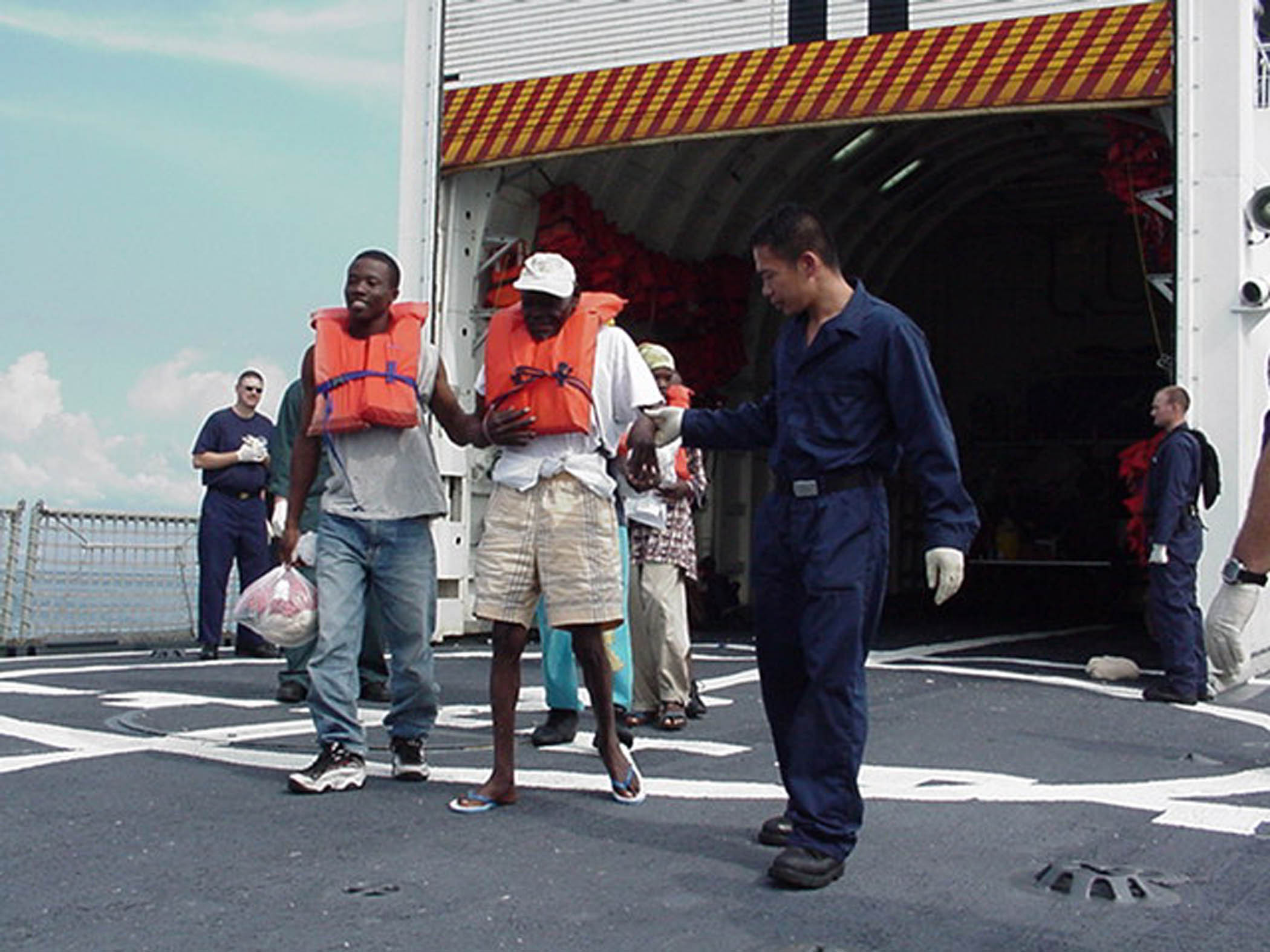
Migrantes haitianos son escoltados fuera de la cola de milano de la Guardia Costera de Tampa a un barco de la Guardia Costera de Haití en espera durante la repatriación.

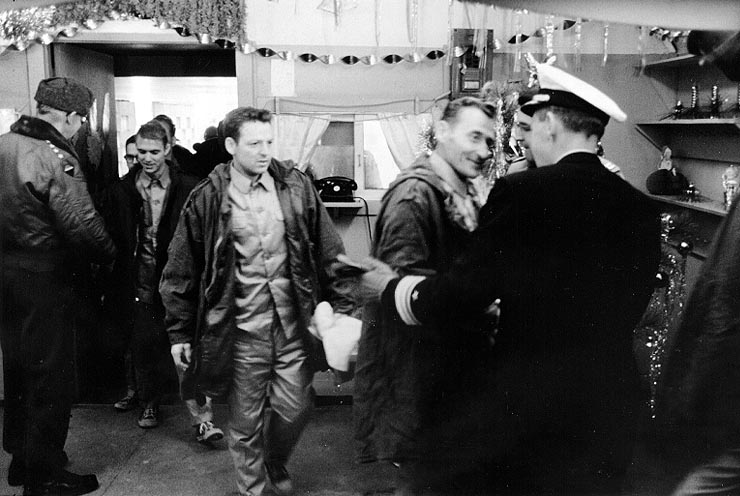
La tripulación del USS Pueblo cuando llega al campamento avanzado de la ONU, zona desmilitarizada de Corea, el 23 de diciembre de 1968, luego de su liberación por el gobierno de Corea del Norte.

La Repatriación es el proceso de devolver un activo, un artículo de valor simbólico o una persona —voluntariamente o por la fuerza— a su dueño o su lugar de origen o ciudadanía. El término puede referirse a entidades no humanas, como la conversión de una moneda extranjera a la moneda del propio país, así como al proceso de devolver al personal militar a su lugar de origen después de una guerra. También se aplica a enviados diplomáticos, funcionarios internacionales, así como a expatriados y migrantes en tiempos de crisis internacional. Para los refugiados, los solicitantes de asilo y los inmigrantes ilegales, la repatriación puede significar el retorno voluntario o la deportación.

## Repatriación de humanos

### Resumen y aclaración de términos

#### Retorno voluntario vs. retorno forzado
El retorno voluntario es el regreso de personas elegibles, como los refugiados, a su país de origen o ciudadanía sobre la base de la voluntad expresada libremente para dicho retorno. El retorno voluntario, a diferencia de la expulsión y la deportación, que son acciones de estados soberanos, se define como un derecho personal en condiciones específicas descritas en varios instrumentos internacionales, como la Convención de la OUA, junto con el derecho internacional consuetudinario. 
Algunos países ofrecen apoyo financiero a refugiados e inmigrantes para facilitar el proceso de comenzar una nueva vida en su país de origen. Ejemplos de retorno voluntario del siglo XXI incluyen el gobierno danés, que comenzó en 2009, ofreciendo £12,000 cada uno a los inmigrantes para que regresen, Suiza ofrece alrededor de 6,500 francos, destinados a nuevas empresas al regresar a casa, así como Irlanda. Alemania en 2016 asignó 150 millones de euros durante tres años a los migrantes dispuestos a regresar, y el gobierno sueco comenzó a ofrecer £ 3,500 cada uno. 544 nigerianos regresaron a casa desde Suiza en 2013. Este apoyo financiero también puede considerarse como compras de residencia. 
Dos países pueden tener un acuerdo de readmisión, que establece procedimientos, sobre una base recíproca, para que un estado regrese a los no nacionales irregulares a su país de origen o un país a través del cual han transitado. Los inmigrantes ilegales son frecuentemente repatriados como una cuestión de política gubernamental. En muchos países se utilizan medidas de repatriación de retorno voluntario, con asistencia financiera, así como medidas de deportación. 
Como la repatriación puede ser voluntaria o forzada, el término también se usa como eufemismo para la deportación. La repatriación involuntaria o forzada es el regreso de refugiados, prisioneros de guerra o detenidos civiles a su país de origen en circunstancias que no dejan otras alternativas viables. Según el derecho internacional contemporáneo, los prisioneros de guerra, los detenidos civiles o los refugiados que rechazan la repatriación, particularmente si están motivados por el temor a la persecución política en su propio país, deben protegerse de la devolución y, si es posible, recibir asilo temporal o permanente. El retorno forzoso de personas a países donde enfrentarían persecución se conoce más específicamente como devolución, lo que va en contra del derecho internacional. 

#### Repatriación vs retorno
Si bien la repatriación necesariamente lleva a un individuo a su territorio de origen o ciudadanía, un retorno potencialmente incluye llevar a la persona de regreso al punto de partida. Esto podría ser a un tercer país, incluido un país de tránsito, que es un país por el que la persona ha viajado para llegar al país de destino. Un retorno también podría estar dentro de los límites territoriales de un país, como en el caso de los desplazados internos retornados y los combatientes desmovilizados. La distinción entre repatriación y retorno, voluntaria o involuntaria, no siempre es clara.

### Tipos de repatriación humana

#### Repatriación médica
La repatriación está relacionada con la atención médica debido a los costos y recursos asociados con la provisión de tratamiento médico a viajeros e inmigrantes que buscan la ciudadanía. Por ejemplo, si un ciudadano extranjero está en los Estados Unidos con una visa y se enferma, el seguro que tiene el titular de la visa en su país de origen puede no aplicarse en los Estados Unidos, especialmente si es un país con cobertura de atención médica universal. Este escenario obliga a los hospitales a elegir una de las tres opciones: 
- Limite sus servicios solo a atención de emergencia (según la Ley de Tratamiento Médico de Emergencia y Trabajo Activo)
- Ofrecer atención de caridad de forma gratuita o a un precio reducido
- Repatrie al paciente de regreso a su país natal donde estará cubierto de acuerdo con la política de ese país[9]

Determinar qué opción es la más ética suele ser muy difícil para los administradores de hospitales. 
En algunos casos, la compañía de seguros personal de un viajero debe repatriar al paciente para recibir tratamiento médico. El método de repatriación podría ser a través de un vuelo regular, por tierra o en ambulancia aérea. La repatriación médica es diferente del acto de evacuación médica.

#### Post-Segunda Guerra Mundial
En el siglo XX, después de todas las guerras europeas, se crearon varias comisiones de repatriación para supervisar el regreso de los refugiados de guerra, las personas desplazadas y los prisioneros de guerra a su país de origen. Se establecieron hospitales de repatriación en algunos países para atender los requisitos médicos y de salud en curso del personal militar retornado. En la Unión Soviética, los refugiados vistos como traidores por la rendición a menudo fueron asesinados o enviados a campos de concentración siberianos.
Los problemas relacionados con la repatriación han sido algunos de los temas políticos más debatidos de los siglos XX y XXI. Muchos obligados a regresar a la Unión Soviética por las fuerzas aliadas en la Segunda Guerra Mundial todavía mantienen esta migración forzada contra los Estados Unidos de América y el Reino Unido. 
El término repatriación fue utilizado a menudo por los gobiernos comunistas para describir las acciones de limpieza étnica a gran escala patrocinadas por el estado y la expulsión de grupos nacionales. Los polacos nacidos en territorios anexados por la Unión Soviética, aunque deportados al Estado de Polonia, se asentaron en los antiguos territorios alemanes anexos (denominados en polaco los Territorios recuperados). En el proceso se les dijo que habían regresado a su Patria. 
La Guerra de Corea marcó la primera vez que Estados Unidos o cualquier nación comenzó a devolver los cuerpos de las víctimas del campo de batalla lo antes posible. Durante la Operación Gloria, que siguió al Acuerdo de Armisticio de Corea, ambas partes intercambiaron miles de restos. La práctica de recuperar víctimas inmediatamente continuó para Estados Unidos durante la Guerra de Vietnam.

### Leyes de repatriación
Las leyes de repatriación brindan a los extranjeros no ciudadanos que forman parte del grupo de mayoría titular la oportunidad de inmigrar y recibir la ciudadanía. La repatriación de su diáspora titular es practicada por la mayoría de los estados nacionales étnicos. Se han creado leyes de repatriación en muchos países para permitir que las diásporas emigren ("regresen") a su "estado de parentesco". Esto a veces se conoce como el ejercicio del derecho de retorno. Las leyes de repatriación otorgan a los miembros de la diáspora el derecho de inmigrar a su estado de parentesco y sirven para mantener estrechos lazos entre el estado y su diáspora y otorgan un trato preferencial a los inmigrantes de la diáspora. 
La mayoría de los países de Europa central y oriental, así como Armenia, Finlandia, Francia, Alemania, Grecia, Irlanda, Israel, Italia, Japón, Kazajistán, Filipinas, España, Corea del Sur, Taiwán y Turquía tienen una legislación de repatriación de larga data. China, Japón, Noruega y Serbia también tienen leyes de repatriación para sus poblaciones de la diáspora. El número de países con leyes de repatriación se ha multiplicado desde el fin del comunismo soviético y la mayoría de las naciones independientes que alguna vez fueron parte del dominio comunista en Europa han legislado las leyes de repatriación. Muchos otros países como Jordania y Suecia tienen (o han tenido) generosas políticas de inmigración con respecto a la diáspora de la nación sin haber promulgado formalmente leyes de repatriación. Tales estados pueden describirse como practicantes de la repatriación de derecho consuetudinario . 
En comparación, uno de los principios centrales del Movimiento Rastafari es la conveniencia de la repatriación de los negros de las Américas y de otros lugares a África. Si bien Etiopía específicamente tiene tierras disponibles en Shashamane para alentar este proyecto, las personas negras que son ciudadanos de países fuera de África no tienen derecho a regresar a África, aunque como individuos son libres de intentar emigrar.

### Aspectos psicológicos
La repatriación es a menudo la fase "olvidada" del ciclo de expatriación; El énfasis en el apoyo se centra principalmente en el período real en el extranjero. Sin embargo, muchos repatriados informan que experimentaron dificultades al regresar: uno ya no es especial, surgen problemas prácticos, los nuevos conocimientos adquiridos ya no son útiles, etc. Estas dificultades están muy influenciadas por una serie de factores, incluyendo la autogestión, el cónyuge ajuste, tiempo pasado en el extranjero y utilización de habilidades. Lo crucial es que cada individuo perciba estos factores de una manera diferente. La reintegración es un proceso de reincorporación o reincorporación de una persona a un grupo o proceso, y puede contribuir a superar la repatriación.
Los gerentes directos y el personal de recursos humanos a menudo notan las dificultades que experimenta un repatriado, pero no siempre pueden actuar en consecuencia. Las limitaciones presupuestarias y las limitaciones de tiempo se mencionan con frecuencia como razones por las cuales no es una prioridad de la agenda. Las soluciones para las dificultades de repatriación no tienen que ser costosas y pueden generar grandes beneficios para la empresa. El apoyo básico puede consistir, por ejemplo, en una buena comunicación por adelantado, durante y después de la asignación internacional, o un programa de mentores para ayudar a la repatriación. El expatriado y su familia deben sentirse comprendidos por su compañía. El apoyo puede aumentar la satisfacción laboral, protegiendo así la inversión realizada por la empresa.

## Repatriación de entidades no humanas

### Restos humanos

#### Estados Unidos
Devolución de restos humanos a su nación de origen. En los Estados Unidos, los restos humanos de los nativos americanos son descubiertos y retirados de sus sitios de entierro en el proceso de construcción / desarrollo de tierras o como parte de excavaciones arqueológicas. La Ley de Protección y Repatriación de Tumbas de los Nativos Americanos (NAGPRA) de 1990 estableció el proceso mediante el cual las tribus indias reconocidas federalmente y las organizaciones nativas de Hawái pueden solicitar que las agencias e instituciones federales que reciben fondos federales devuelvan restos humanos culturalmente afiliados. La NAGPRA también establece disposiciones que permiten la disposición de los restos humanos de los nativos americanos encontrados en tierras federales a la tribu india afiliada u organización nativa hawaiana. NAGPRA no se aplica a la Institución Smithsonian, que está cubierta por las disposiciones de repatriación de la Ley del Museo Nacional del Indio Americano de 1989. En épocas anteriores, era común que las autoridades coloniales británicas recogieran cabezas y otras partes del cuerpo de los pueblos indígenas, como Indígenas australianos y maoríes para exhibir en museos británicos. La repatriación de estas partes del cuerpo está actualmente en curso. (Para ver un ejemplo de repatriación exitosa de partes del cuerpo, véase Yagan). Otro ejemplo se puede ver a través del trabajo dedicado del Programa de repatriación de Karanga Aotearoa, establecido en asociación entre los maoríes y el gobierno de Nueva Zelanda en 2003. Este programa es administrado por el Museo de Nueva Zelanda Te Papa Tongarewa (Te Papa), y desde 2003 ha repatriado más de 350 restos ancestrales maoríes y moriori a Aotearoa Nueva Zelanda. El artículo 12 de la Declaración de las Naciones Unidas sobre los derechos de los pueblos indígenas afirma que los pueblos indígenas tienen derecho a repatriar sus restos humanos. La declaración se aprobó en septiembre de 2007 con el apoyo de 143 países. Los cuatro países opositores —Australia, Nueva Zelanda, Canadá y Estados Unidos— respaldaron posteriormente la declaración.

### Artefactos culturales
La repatriación cultural o artística es el regreso de objetos culturales u obras de arte a su país de origen (generalmente referido al arte antiguo), o (para material saqueado) a sus antiguos dueños (o sus herederos). 

### Repatriación económica
La repatriación económica se refiere a las medidas económicas tomadas por un país para reducir la inversión de capital extranjero.

### Repatriación de moneda
La repatriación de la moneda es cuando la moneda extranjera se convierte de nuevo a la moneda del país de origen. Un ejemplo sería un estadounidense convirtiendo libras británicas a dólares estadounidenses. La repatriación también se refiere al pago de un dividendo por una corporación extranjera a una corporación estadounidense. Esto sucede a menudo cuando la corporación extranjera se considera una "corporación extranjera controlada" (CFC), lo que significa que más del 50% de la corporación extranjera es propiedad de accionistas estadounidenses. En general, las inversiones extranjeras directas en CFC no están sujetas a impuestos hasta que se paga un dividendo a la empresa matriz controladora de los EE. UU. Los ingresos por inversiones extranjeras directas de CFC solo gravan el país donde se incorporan hasta la repatriación. En ese momento, los ingresos están sujetos a la tasa impositiva de los EE. UU. (Normalmente más alta) menos los Créditos fiscales extranjeros. (FN: Ver IRC 951-965) Actualmente hay cientos de miles de millones de dólares de inversión extranjera directa en CFC debido al desincentivo para repatriar esas ganancias. (Ver Oficina de Análisis Económico, Cuentas Económicas Nacionales, Cuentas Macroeconómicas Integradas para los Estados Unidos, disponible en la Oficina de Análisis Económico).